# Donuslaw
Der Donuslaw (ukrainisch und russisch Донузлав; krimtatarisch Doñuzlav) ist mit einer maximalen Tiefe von 27 m der tiefste See der Schwarzmeerregion. Der Salzwassersee befindet sich im Süden der Ukraine in der Autonomen Republik Krim im Nordwesten der Halbinsel Krim unmittelbar am Ufer des Schwarzen Meeres.
Der See hat eine Länge von 30 km. Seine Breite beträgt etwa 8 km und die maximale Tiefe liegt bei 27 m. Nachdem die 12 km lange und 300–1000 m breite Landzunge, die den See vom Schwarzen Meer trennte, 1961 auf 200 m Breite durchbrochen wurde, ist der See mit dem Meer verbunden und wurde zu einer künstlichen Meeresbucht.
Der See ist ein wertvolles Feuchtgebiet. Seine steile, geschwungene Küste mit kleinen Einbuchtungen dient Wasservögeln als Brut- und Aufenthaltsort. Der nördliche Teil des Sees sowie das umliegende Ufer wurde 1947 zum Naturschutzgebiet erklärt.

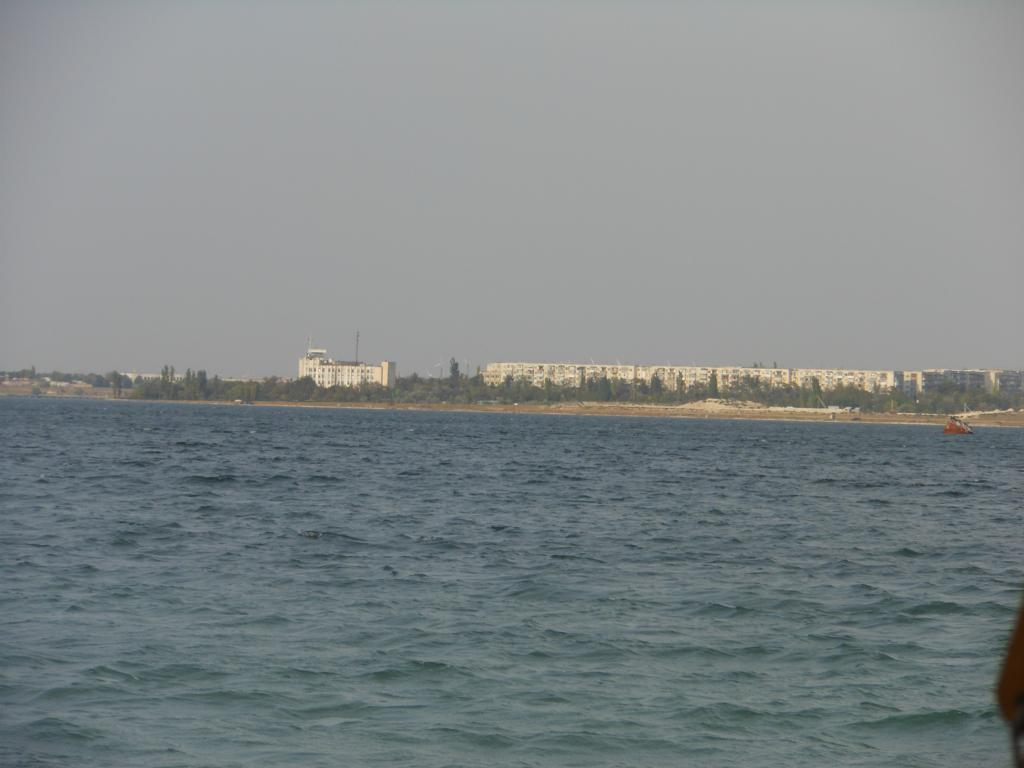
Der Donuslaw mit Blick auf Nowooserne

Die Siedlungen städtischen Typs Nowooserne und Myrnyj liegen am Ufer des Sees und bilden mit ihren Häfen eine Marinebasis der ukrainischen Marine.

Im Zuge der Annexion der Krim 2014 blockierten russische Soldaten die Einfahrt zum See, bevor sie den nicht mehr in dienst stehenden alten Kreuzer Otschakow dort versenkten und so ukrainische Kriegsschiffe am Auslaufen hinderten. 